# International Token Classification
Die International Token Classification (ITC) ist ein Rahmen für die Klassifizierung kryptographischer Token nach verschiedenen Dimensionen.
Sie wird bereits auf die über 1000 wichtigsten Token angewandt und wird durch die Klassifizierung weiterer Token sowie die Hinzufügung weiterer Dimensionen und Klassen kontinuierlich aktualisiert und erweitert.
Sie wird von der International Token Standardization Association (ITSA) vergeben.
Es existieren mehrere Versionen der ITC, die unterschiedlich viele Dimensionen eines Tokens in unterschiedlicher Detailtiefe klassifizieren.
Aktuell wird die ITC in der Version 1.0 angewendet, die im März 2021 publiziert wurde. Aktuell wird an der Version 1.1 gearbeitet.
Es handelt sich um eine hierarchisch aufgebaute Kennung mit acht Ebenen (Level 0 bis Level 7) im Format „AAA99A99AAA“.
Die folgende Tabelle zeigt die 8 Ebenen auf, von den aktuell (Version 1.0) 6 Ebenen genutzt wurden:
| Level | Level Label     | Level Code Description    | Level Code Structure | ITC Code Structure |
| ----- | --------------- | ------------------------- | -------------------- | ------------------ |
| 1     | Dimension Group | 1 alphabetical character  | A                    | A                  |
| 2     | Dimension       | 2 alphabetical characters | AA                   | AAA                |
| 3     | Category        | 2 numeric characters      | 01                   | AAA01              |
| 4     | Subcategory     | 2 alphabetical characters | AA                   | AAA01AA            |
| 5     | Class           | 2 numeric characters      | 01                   | AAA01AA01          |
| 6     | Subclass        | 3 alphabetical characters | AAA                  | AAA01AA01AAA       |
| 7     | Group           | 2 numeric characters      | 01                   | AAA01AA01AAA01     |
| 8     | Subgroup        | 3 alphabetical character  | AAA                  | AAA01AA01AAA01AAA  |

Auf Level 0 (Ebene 0) wurden die folgenden vier Dimension Groups (Dimensionsgruppen) definiert:
| Label | Description             | Beschreibung             |
| ----- | ----------------------- | ------------------------ |
| E     | Economic Dimension      | Ökonomische Dimension    |
| T     | Technological Dimension | Technische Dimension     |
| L     | Legal Dimension         | Rechtliche Dimension     |
| R     | Regulatory Dimension    | Regulatorische Dimension |

Der erste Buchstabe stellt somit gleichzeitig das "Level Label" für die Dimensionsgruppe dar.
Auf Level 1 (Ebene 1) wurden die folgenden sechs Dimensions (Dimensionen) definiert:
| Label | Description                 | Beschreibung              | Dimension Group          |
| ----- | --------------------------- | ------------------------- | ------------------------ |
| EEP   | Economic Purpose            | Ökonomischer Zweck        | Economic Dimensions      |
| EIN   | Issuer Industry             | Emittentenbranche         | Economic Dimensions      |
| TTS   | Technological Setup         | Technischer Aufbau        | Technological Dimensions |
| LLC   | Legal Claim                 | Rechtlicher Anspruch      | Legal Dimensions         |
| LIT   | Issuer Type                 | Emittententyp             | Legal Dimensions         |
| REU   | Regulatory Status EU (MiCA) | Regulatorischer Status EU | Regulatory Dimensions    |

Der erste Buchstabe steht folglich für die Dimensionsgruppe, d. h. EEP und EIN gehören zur Dimensionsgruppe "Economic Dimensions" usw.
Beispiele für die Ausprägungen in der EEP (ITC Code, ITC Code Label und ITC Code Description) für Level-5-ITCs:
- EEP21PP01EUR: EUR-Pegged Payment Token - The Subclass "EUR-Pegged Payment Token" captures all Fiat-Pegged Payment Tokens, whose value is pegged to the Euro (EUR).
- EEP21PP01USD: USD-Pegged Payment Token - The Subclass "USD-Pegged Payment Token" captures all Fiat-Pegged Payment Tokens, whose value is pegged to the US-Dollar (USD).

Folglich hat gemäß ITC Version 1.0 jeder Token 6 ITC-Codes, d. h. jeweils einen ITC-Code für jede Dimension.
| Label | Dimension                   | ITC-Code | ITC-Code Description                                           |
| ----- | --------------------------- | -------- | -------------------------------------------------------------- |
| EEP   | Economic Purpose            | EEP21UP  | Payment Token > Unpegged Payment Token                         |
| EIN   | Issuer Industry             | EIN06PS  | Finance and Insurance > Payment Services and Infrastructure    |
| TTS   | Technological Setup         | TTS41BC  | Ledger-Native Token > Blockchain-Native Token                  |
| LLC   | Legal Claim                 | LLC31    | No-Claim Token                                                 |
| LIT   | Issuer Type                 | LIT62DL  | Entity without Legal Personality > Distributed Ledger Protocol |
| REU   | Regulatory Status EU (MiCA) | REU51ZZ  | Crypto Asset in Scope of MiCA > Other In-Scope Crypto Asset    |